# Sri Lanka-lejon
Sri Lanka-lejon eller Ceylonlejon, Panthera leo sinhaleyus, var en förhistorisk underart till lejon som var endemisk till Sri Lanka. Den dog ut långt före människans ankomst till ön. År 1939 hittades två tänder i Kuruwita av P. Deraniyagala och han drog slutsatsen att Sri Lanka-lejon var ”slankare och elegantare” än andra av dåtidens lejon.